# Никифор (патриарх Константинопольский)
Патриа́рх Ники́фор (греч. Πατριάρχης Νικηφόρος; ок. 758—828) — патриарх Константинопольский (806—815). Почитается как святой в лике святителей. Память в Православной церкви совершается 2 (15) июня и 13 (26) марта (перенесение мощей), в Католической церкви — 13 марта.
Никифор родился в Константинополе в семье императорского секретаря. Его отец пострадал за иконопочитание при императоре Константине V Копрониме и умер в изгнании в Никее. Никифор был сановником при дворе императрицы Ирины (797—802) и участвовал в работе созванного ею Седьмого Вселенского собора. Позднее он удалился в Мидикийский монастырь, но постриг принял не сразу, а позднее, когда в 806 году после смерти патриарха Тарасия был возведён на патриарший престол. Никифор был ревностным защитником иконопочитания и с воцарением императора-иконоборца Льва Армянина (813—820) в 815 году был сослан в монастырь святого Феодора на берегу Босфора, где скончался в 828 году.
В 847 году были обретены мощи патриарха Никифора, которые, по преданию, оказались нетленными. Их перенесли из Проконниса в Константинополь и положили на один день в храме Святой Софии, а затем перенесли в храм Святых Апостолов. В настоящее время рука святителя хранится в Хиландарском монастыре на Афоне.

## Труды

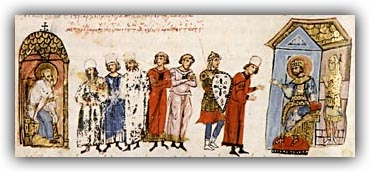
Патриарх Никифор направляет императору Михаилу II прошение о восстановлении иконопочитания
(миниатюра из Хроники Иоанна Скилицы)

- Краткая история со времени после правления Маврикия[3]
- Послание ко Льву III, папе Римскому
- Защитительное слово ко Вселенской Церкви относительно нового раздора по поводу честных икон[4]
- Против Евсевия и Епифанида
- Слово в защиту непорочной, чистой и истинной нашей христианской веры и против думающих, что мы поклоняемся идолам
- Разбор и опровержение невежественного и безбожного суесловия нечестивого Мамоны против спасительного воплощения Бога-Слова
- Обличение и опровержения безбожного и нечестивого определения собора, бывшего в 815 году.
- «Краткий Хронографикон» (в древнерусском переводе с продолжением — «Летописец вскоре»).